# Glaciar Argosy
El glaciar Argosy (83°8′S 157°35′E / -83.133, 157.583) es un glaciar en la Antártida. El mismo mide 28 km de largo, y fluye por la cordillera Miller para confluir con el glaciar Marsh al norte de mesa Kreiling. 

## Historia
Fue nombrado por la Expedición de Nueva Zelanda para el Relevamiento de la Antártida (1961–62). Es parte de la Diccionario geográfico antártico australiano y Diccionario geográfico compuesto SCAR de la Antártida.